# Traktat akcesyjny (1972)
Traktat akcesyjny 1972 – umowa zawarta pomiędzy Danią, Wielką Brytanią i Irlandią a 6 państwami członkowskimi EWG dotycząca warunków przystąpienia do tej organizacji podpisana w 1972 r. Umowa zaczęła obowiązywać 1 stycznia 1973.